# Tomba trace di Kazanlăk

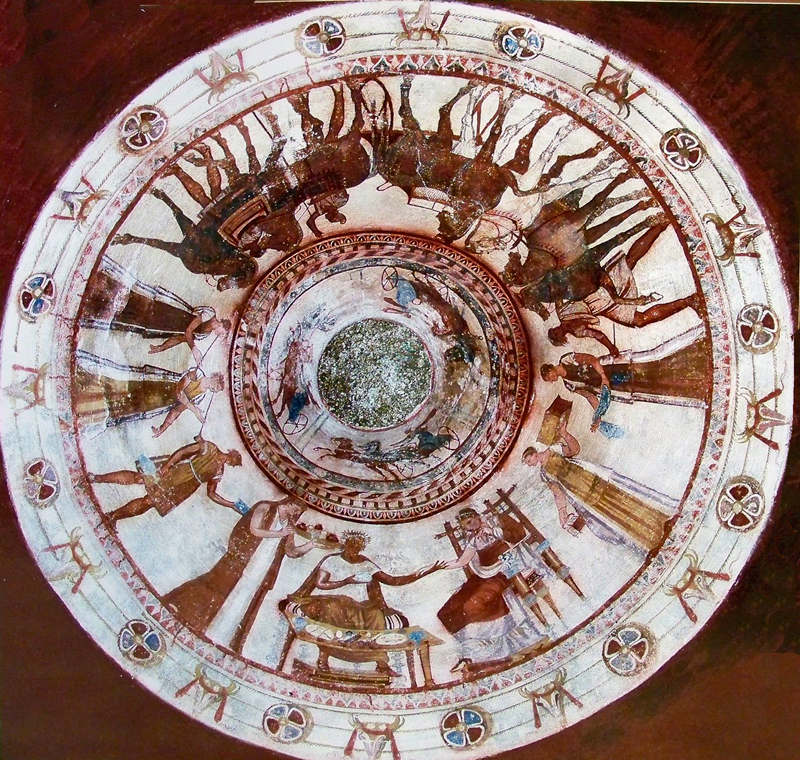
Tomba trace di Kazanlăk: l'affresco che decora la volta della camera funeraria

La tomba trace di Kazanlăk è una sepoltura a volta costruita in mattoni, situata vicino alla città di Kazanlăk, nella Bulgaria centrale.
La tomba fa parte di una grande necropoli di epoca trace. Essa è costituita di uno stretto corridoio e una camera funeraria rotonda, entrambi decorati con murali rappresentanti una coppia trace ad una festa funeraria rituale. Il monumento risale al IV secolo a.C. ed è inserito fin dal 1979 nell'elenco dei patrimoni dell'umanità dell'UNESCO.
I dipinti murari sono notevoli per la splendida rappresentazione dei cavalli e soprattutto per il gesto di commiato, in cui la coppia seduta si afferra reciprocamente i polsi in un momento di tenerezza. I dipinti sono il capolavoro bulgaro meglio conservato del periodo ellenistico.
La tomba si trova vicino all'antica capitale trace di Seutopoli.

## Galleria d'immagini

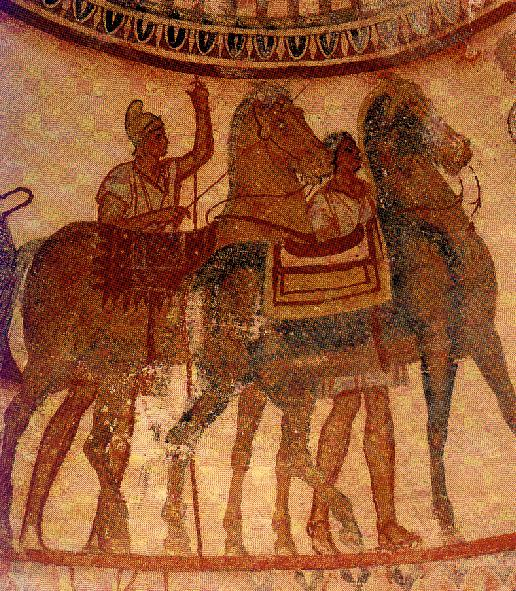
Una scena che rappresenta il commiato dello stalliere e della sposa
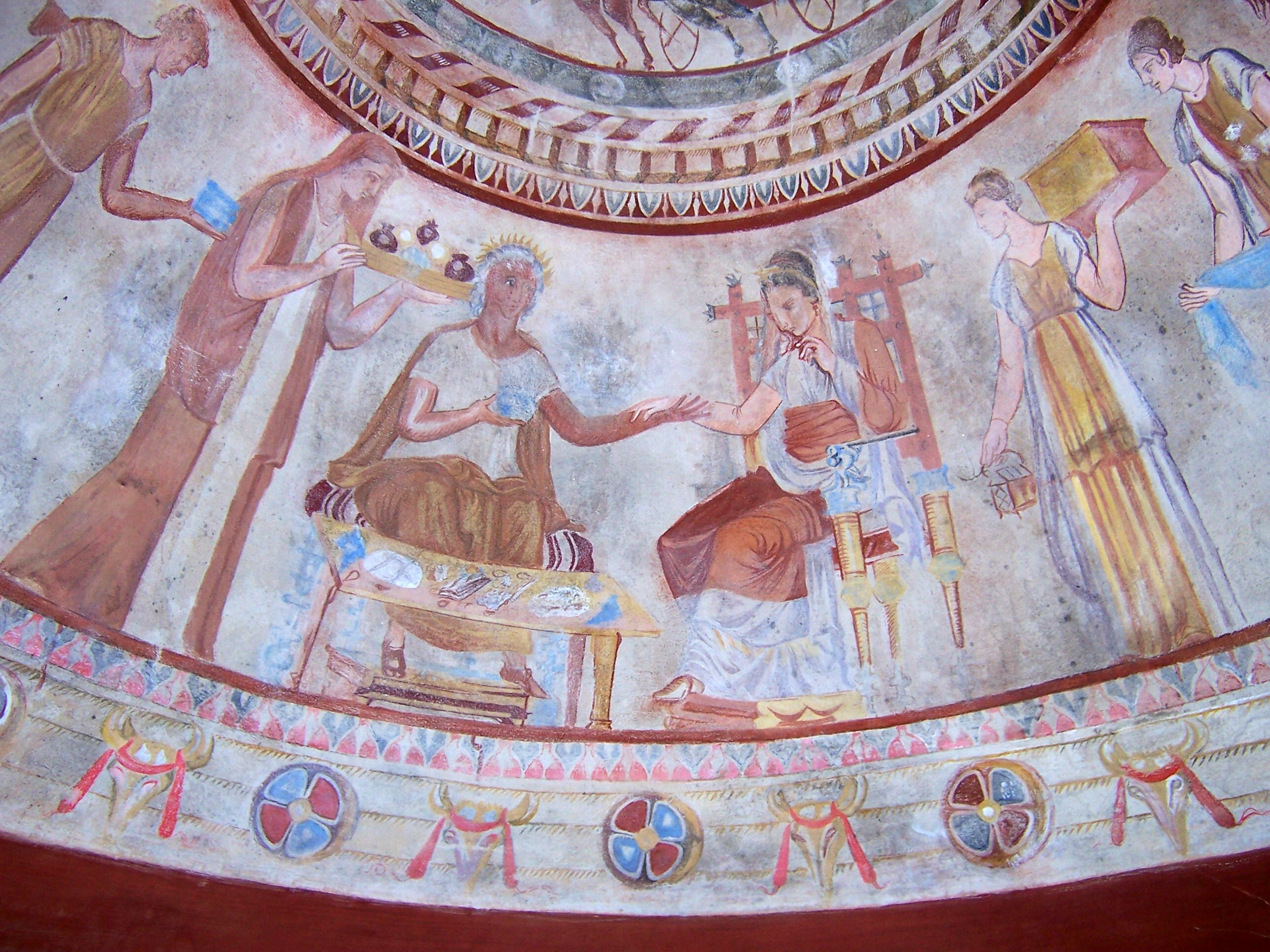
Re e regina dei Traci (riproduzione della tomba)
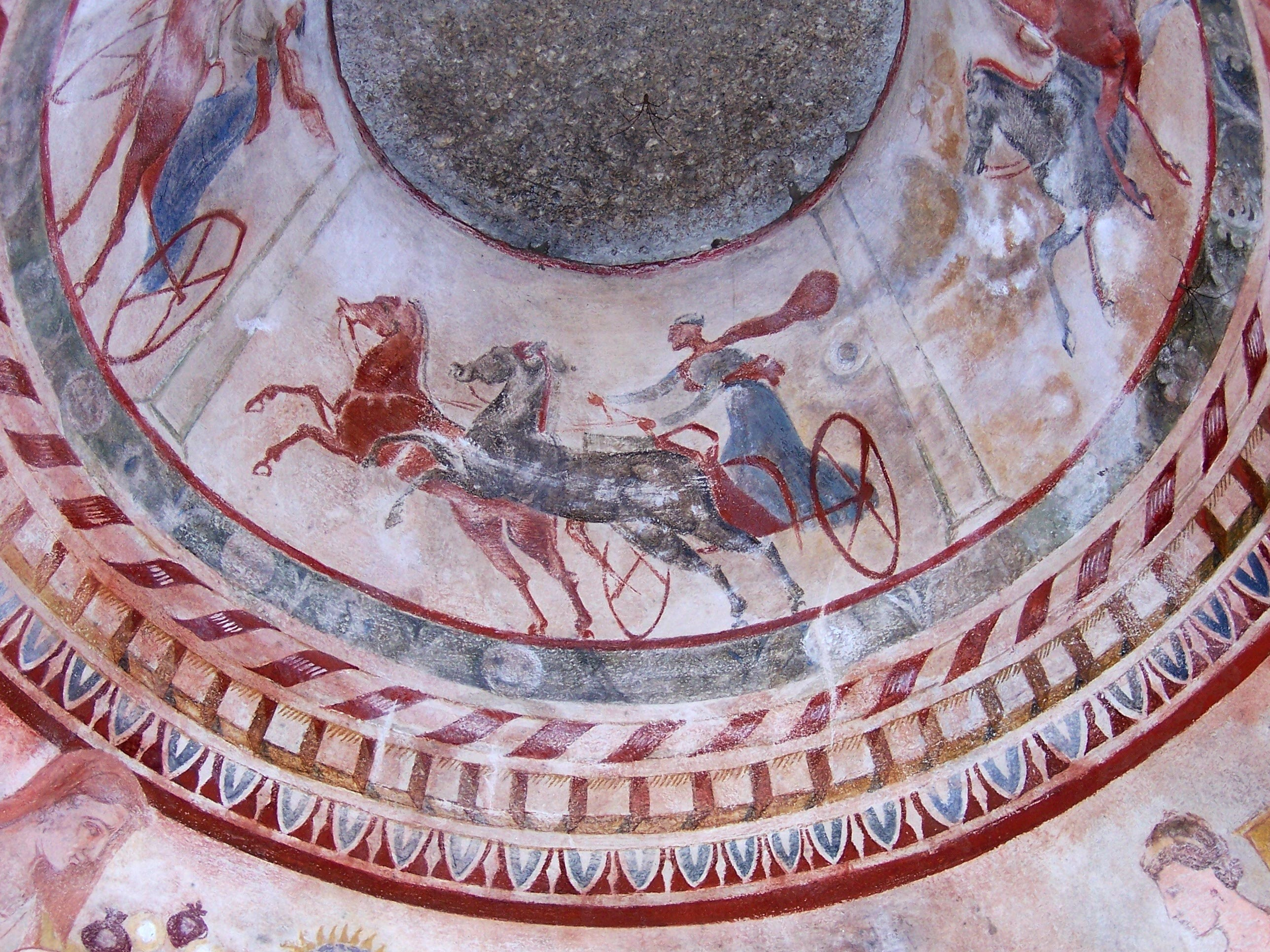
Corsa dei carri (riproduzione della tomba)